# جان پائسانو
جان پائسانو (انگلیسی: John Paesano؛ زادهٔ ۲ ژوئیهٔ ۱۹۷۷) آهنگساز فیلم و بازی های ویدئویی اهل ایالات متحده آمریکا است. مجموعه تلوزیونی های تلویزیون مارول و تلویزیون مارول و همچنین بازی های ویدئویی دیترویت: بیکام هیومن، مرد عنکبوتی و مرد عنکبوتی: مایلز مورالس و مس افکت: آندرامدا از مجموعه کارهای پائسانو محسوب می شوند.
 وی همچنین ساخت موسیقی فیلم های یک داستان سیندرلایی دیگر و دونده مارپیچ را نیز در کارنامه خود دارد.